# Cryptogramma
Cryptogramma este un gen de plante vasculare care face parte din familia Adiantaceae.